# 于亚尔河畔博尚
于亚尔河畔博尚（法語：Beauchamps-sur-Huillard，法語發音：[boʃɑ̃ syʁ ɥijaʁ]）是法国卢瓦雷省的一个市镇，位于该省中部，属于蒙塔日区。

## 地理
于亚尔河畔博尚（47°56'18"N, 2°27'11"E）面积18.09 平方千米，位于法国中央-卢瓦尔河谷大区卢瓦雷省，该省份为法国中北部省份，北起埃松省，西北接厄尔-卢瓦省，西南接卢瓦-谢尔省，南至涅夫勒省和谢尔省，东临约讷省，东北接塞纳-马恩省。
与于亚尔河畔博尚接壤的市镇（或旧市镇、城区）包括：伯宗德河畔基耶尔、加蒂奈地区欧维利耶、加蒂奈地区沙伊、沙特努瓦。

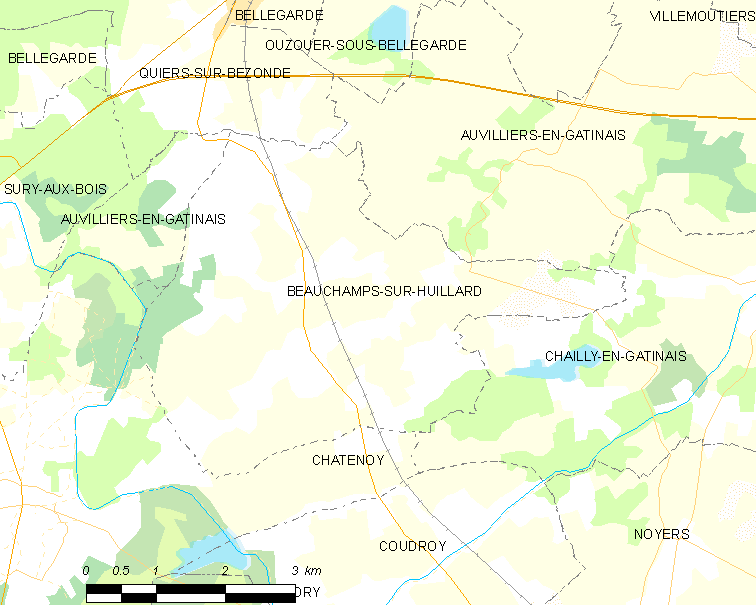
于亚尔河畔博尚的OSM定位图

于亚尔河畔博尚的时区为UTC+01:00、UTC+02:00（夏令时）。

## 行政
于亚尔河畔博尚的邮政编码为45270，INSEE市镇编码为45027。

## 政治
于亚尔河畔博尚所属的省级选区为洛里斯县。

## 人口

1962-2008年间于亚尔河畔博尚人口变化图示

于亚尔河畔博尚于2022年1月1日时的人口数量为402人。